# Vzpírání na Letních olympijských hrách 1960
Vzpěračské soutěže na Letních olympijských hrách 1960 v Římě.

## Medailisté

### Muži
| Kategorie | Zlato                                        | Stříbro                                       | Bronz                                             |
| --------- | -------------------------------------------- | --------------------------------------------- | ------------------------------------------------- |
| 56 kg     | Charles Vinci · Spojené státy americké (USA) | Jošinobu Mijake · Japonsko (JPN)              | Esmaeil Elmkhah · Írán (IRI)                      |
| 60 kg     | Jevgenij Minajev · Sovětský svaz (URS)       | Isaac Berger · Spojené státy americké (USA)   | Sebastiano Mannironi · Itálie (ITA)               |
| 67,5 kg   | Viktor Bushuev · Sovětský svaz (URS)         | Tan Howe Liang · Singapur (SIN)               | Abdul Wahid Aziz · Irák (IRQ)                     |
| 75 kg     | Aleksandr Kurynov · Sovětský svaz (URS)      | Tommy Kono · Spojené státy americké (USA)     | Győző Veres · Maďarsko (HUN)                      |
| 82,5 kg   | Ireneusz Paliński · Polsko (POL)             | Jim George · Spojené státy americké (USA)     | Jan Bochenek · Polsko (POL)                       |
| 90 kg     | Arkadi Vorobyev · Sovětský svaz (URS)        | Trofim Lomakin · Sovětský svaz (URS)          | Louis Martin · Velká Británie (GBR)               |
| +90 kg    | Jurij Vlasov · Sovětský svaz (URS)           | James Bradford · Spojené státy americké (USA) | Norbert Schemansky · Spojené státy americké (USA) |

## Přehled medailí
| Pořadí | Země                         | Zlato | Stříbro | Bronz | Celkově |
| ------ | ---------------------------- | ----- | ------- | ----- | ------- |
| 1.     | Sovětský svaz (URS)          | 5     | 1       | 0     | 6       |
| 2.     | Spojené státy americké (USA) | 1     | 4       | 1     | 6       |
| 3.     | Polsko (POL)                 | 1     | 0       | 1     | 2       |
| 4.     | Japonsko (JPN)               | 0     | 1       | 0     | 1       |
| 4.     | Singapur (SIN)               | 0     | 1       | 0     | 1       |
| 6.     | Velká Británie (GBR)         | 0     | 0       | 1     | 1       |
| 6.     | Maďarsko (HUN)               | 0     | 0       | 1     | 1       |
| 6.     | Írán (IRI)                   | 0     | 0       | 1     | 1       |
| 6.     | Irák (IRQ)                   | 0     | 0       | 1     | 1       |
| 6.     | Itálie (ITA)                 | 0     | 0       | 1     | 1       |
| Celkem | Celkem                       | 7     | 7       | 7     | 21      |